# 李永利
李永利（1965年8月—），男，汉族，山东成武人，中华人民共和国政治人物，现任重庆市高级人民法院院长、党组书记。